# John Bigelow
John Bigelow (25 novembre 1817 – 19 dicembre 1911) è stato un politico e diplomatico statunitense.
Diplomatosi nel 1835 presso l'Union College, dove fu membro della Philomathean Society, una società letteraria studentesca e fu ammesso alla professione di avvocato nel 1838. Fu dal 1848 al 1861 direttore dell'New Evening Post con William Cullen Bryant; in tale veste promosse gli ideali nordisti di libertà e fu attivista contro la schiavitù.
Durante la guerra di secessione americana fu ambasciatore in Francia. Fu autore di varie opere biografiche, ancora lette e stampate.